# 池田政相
池田 政相（いけだ まさすけ）は、江戸時代前期から中期にかけての旗本。

## 略歴
延宝6年（1678年）、池田友政の次男として誕生。後に池田利重の婿養子となり、元禄8年（1695年）7月11日、遺領を継ぐ。宝永2年（1705年）12月14日、大番に列する。享保4年（1719年）12月25日、新番の組頭となり、蔵米百俵を加えられる。享保10年（1725年）6月28日、小十人頭となる。享保20年（1735年）7月28日、御先鉄炮の頭となる。
元文3年（1738年）3月4日、死去。享年61。跡を子・政胤が継いだ。

## 系譜
- 父：池田友政（1650-1704）
- 母：安部信秀の娘
- 養父：池田利重（1650-1695）
- 室：池田利重の娘
- 生母不明の子女
  - 男子：池田政胤（1706-1766）
  - 次男：池田政倫（1717-1775） - 池田豊常の末期養子
  - 男子：熊三郎 - 早世
  - 女子：坪内定喜室
  - 女子：町野清諱室